# Miltonia candida
Miltonia candida är en orkidéart som beskrevs av John Lindley. Miltonia candida ingår i släktet Miltonia och familjen orkidéer. Inga underarter finns listade i Catalogue of Life.

## Bildgalleri

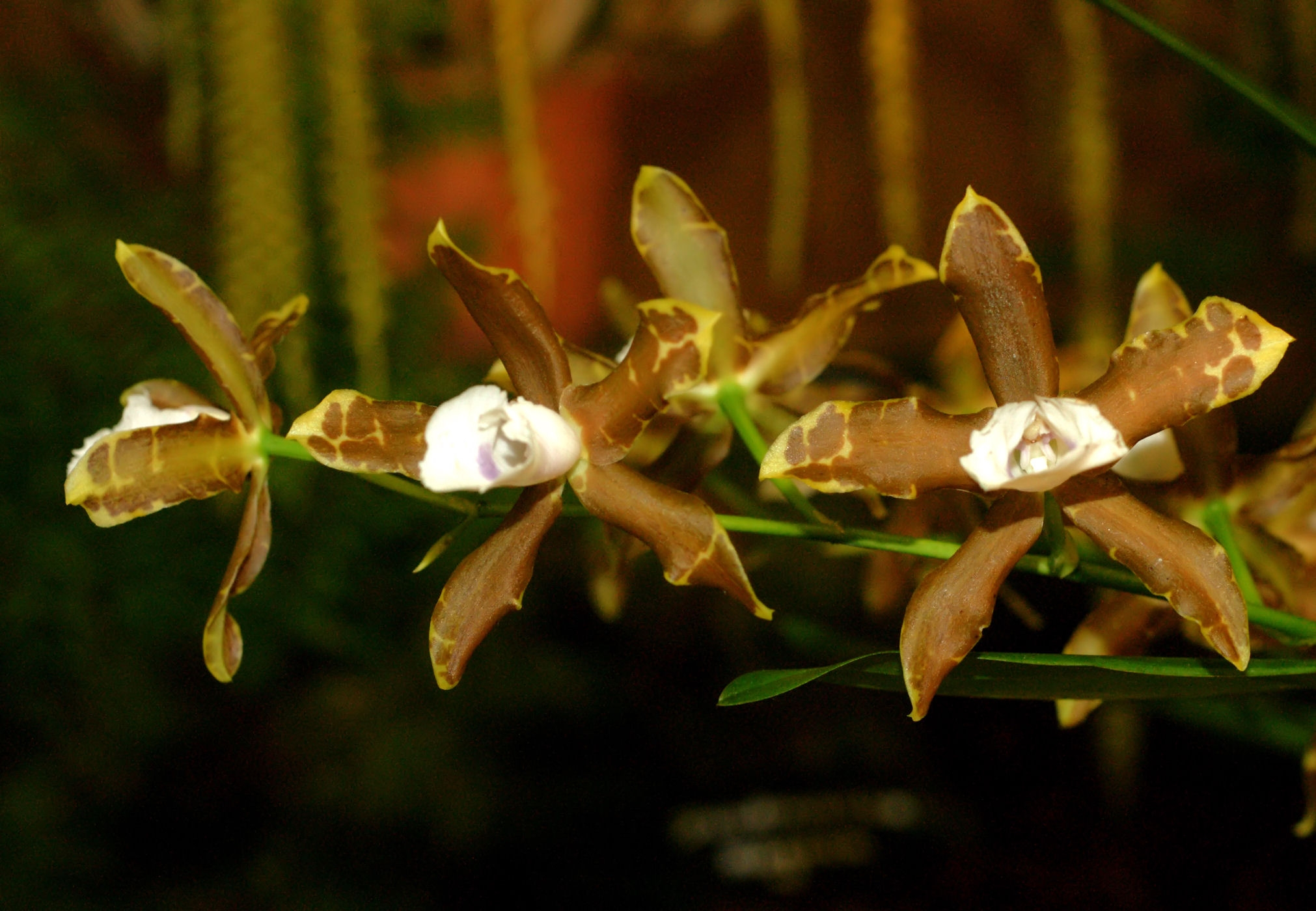
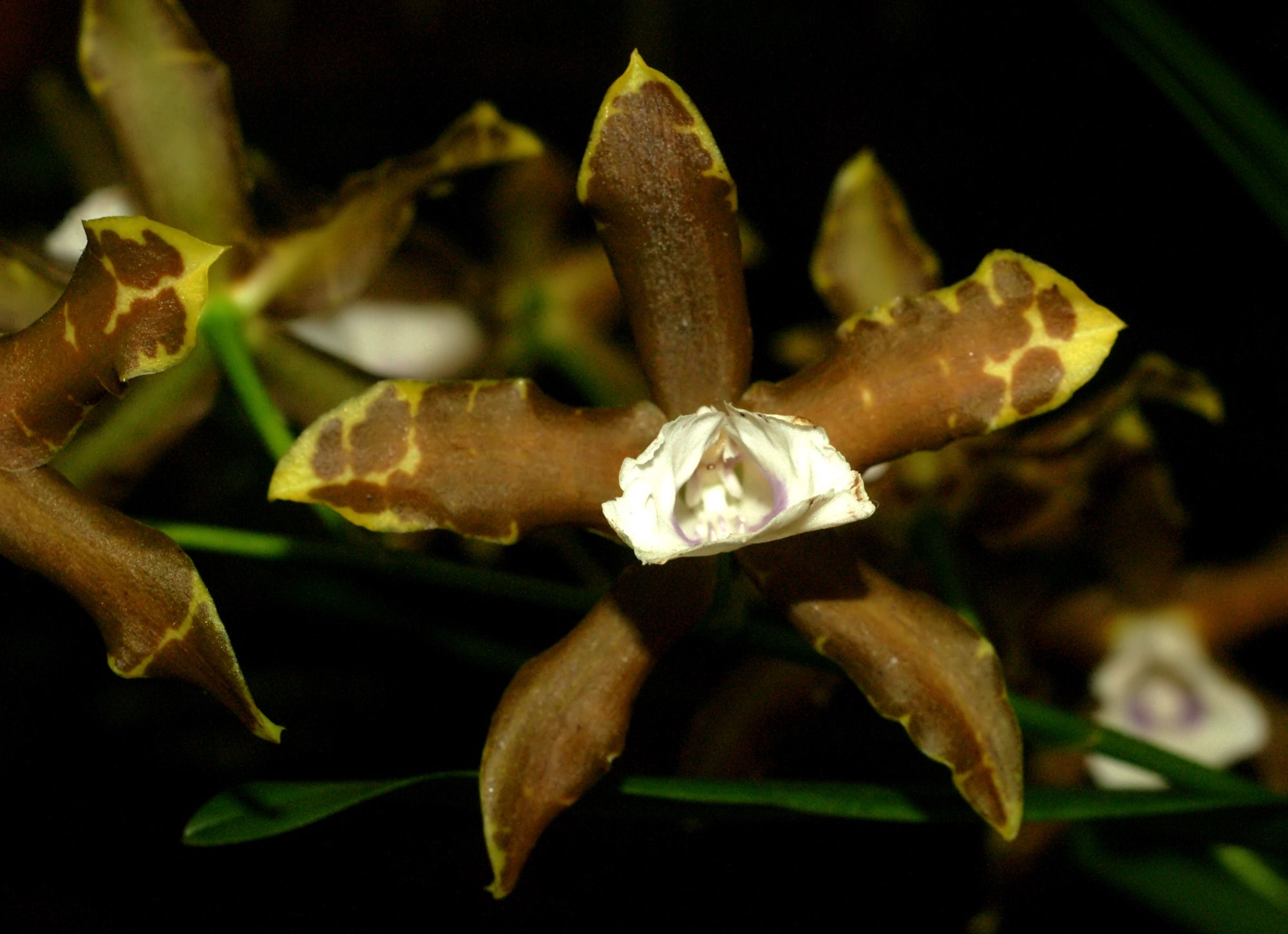
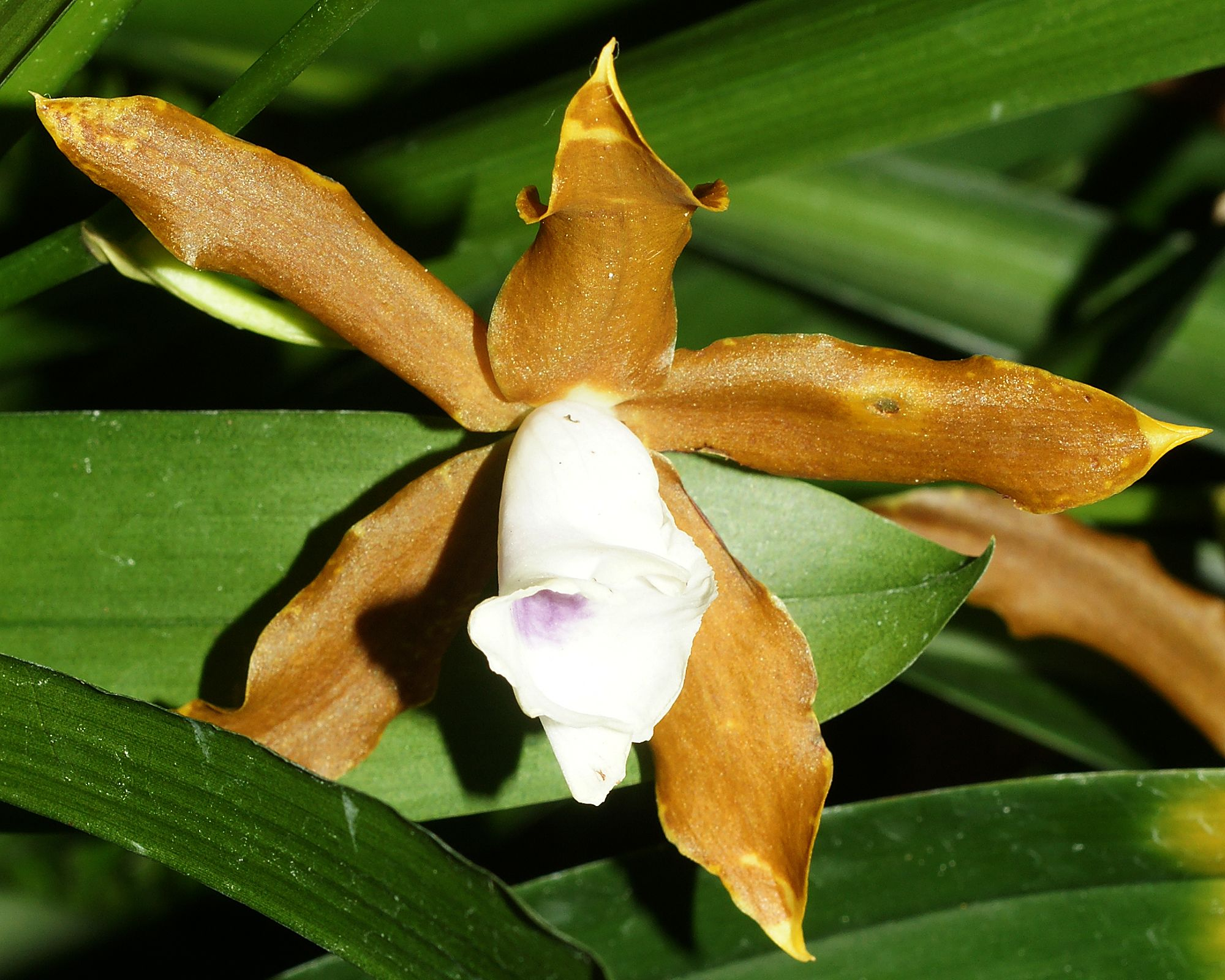
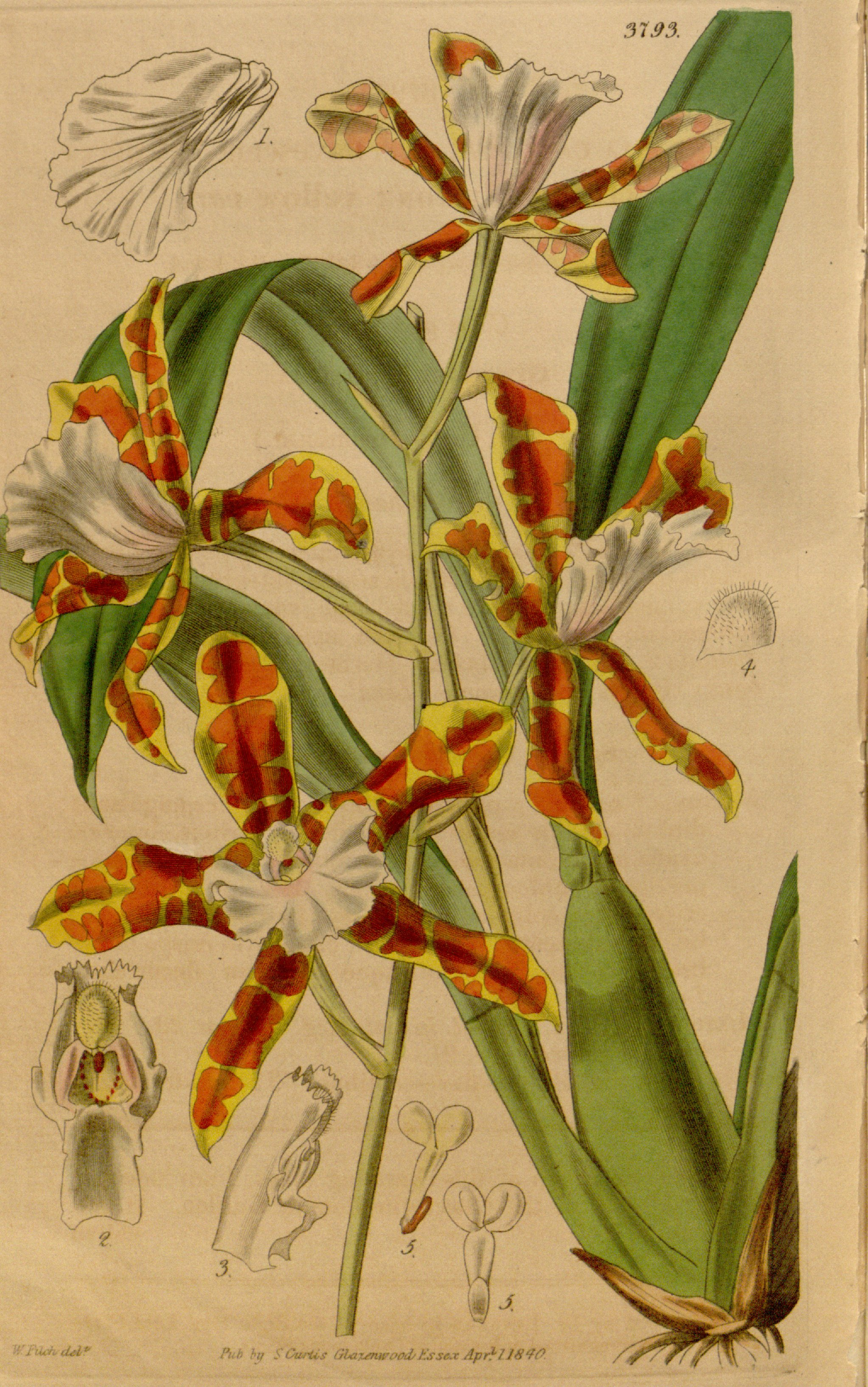
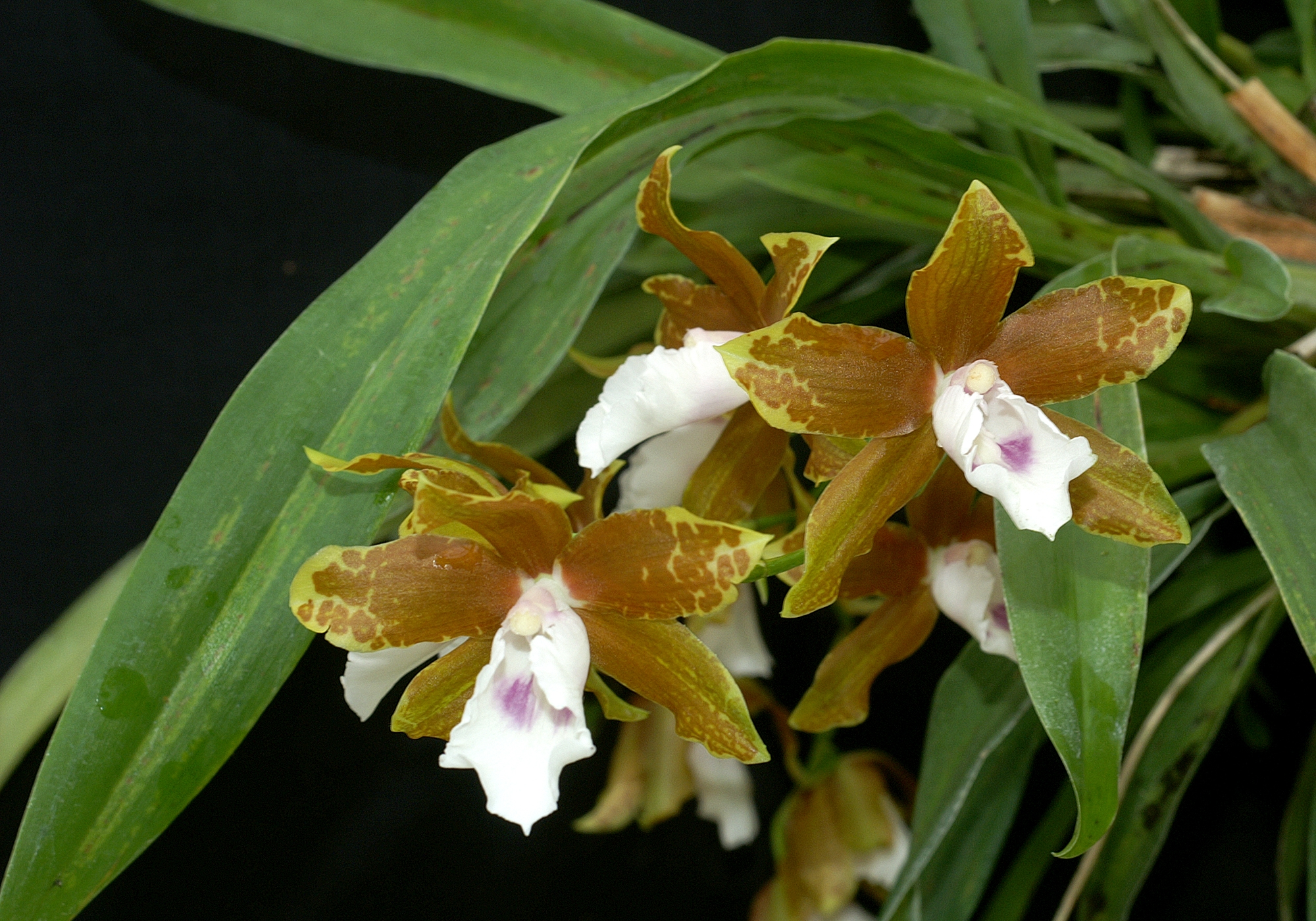
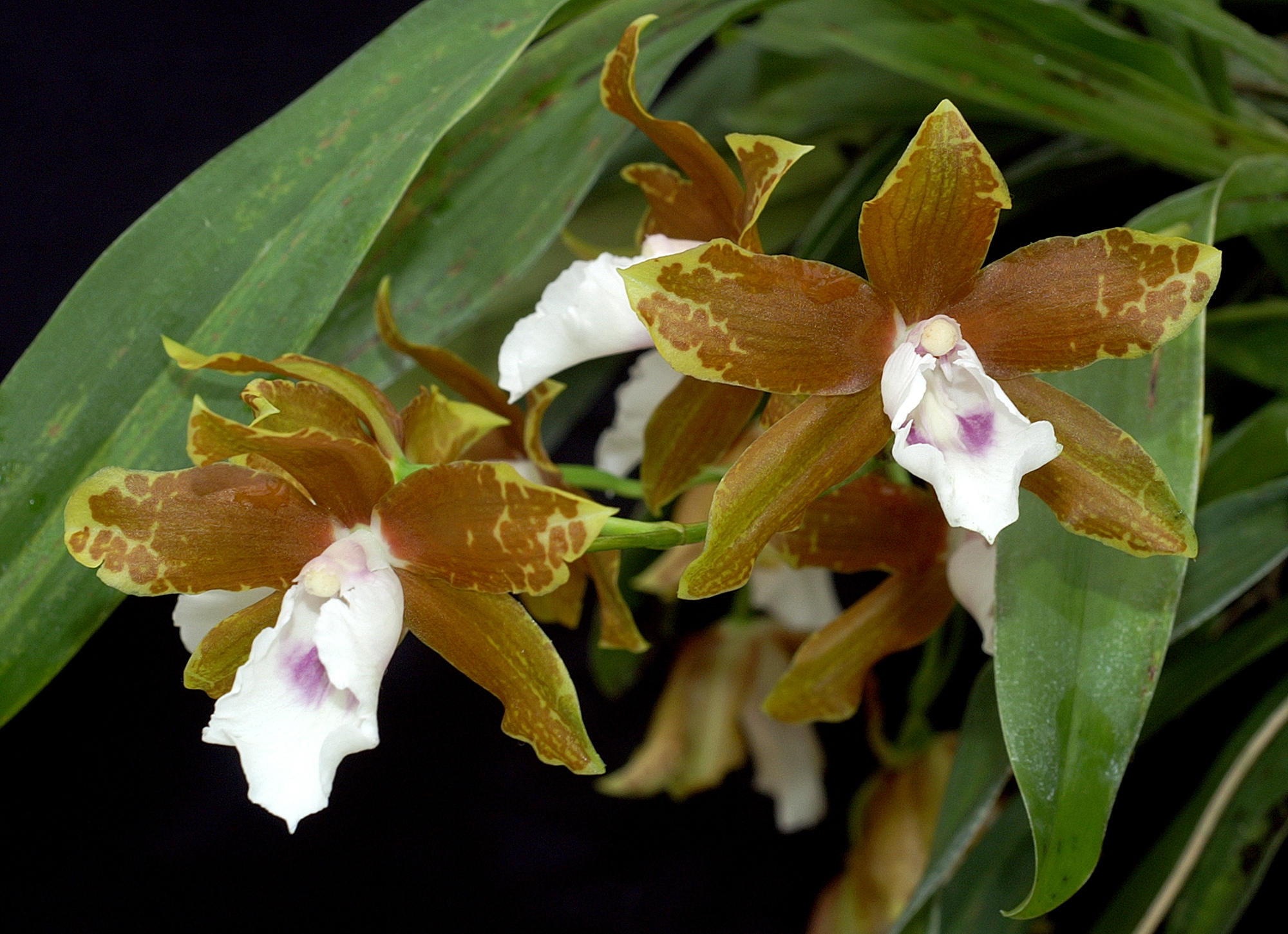